# Юзевич Володимир Миколайович
Юзевич Володимир Миколайович (нар. 20.8.1950) — український науковець, доктор фізико-математичних наук, професор.
Фізико-механічний інститут ім. Г. В. Карпенка (ФМІ) Національної Академії наук України.

## Біографічні відомості
Тема докторської дисертаційної роботи: «Енергетичні характеристики поверхневих шарів та фізико-механічні властивості твердих тіл» за спеціальністю 01.04.07 — фізика твердого тіла. Дисертація присвячена вивченню фізико–механічних процесів у твердих тілах з урахуванням енергетичних характеристик поверхневих шарів, розмірного фактора, радіаційних точкових дефектів. Розроблено варіант теорії, що описує зміну ефективної поверхневої енергії і її складових для електропровідних та діелектричних тіл, стан яких близький до границь текучості і міцності. Розв'язано проблему визначення зв'язків між термодинамічними параметрами і енергетичними характеристиками поверхневих шарів багатокомпонентних тіл, на які діють потоки частинок, нагрів, механічні навантаження. Встановлено, що об'єднання термодинамічної моделі з критеріальними співвідношеннями для границь міцності і текучості тіл в екстремальних умовах спрощує процедуру обґрунтування експериментальних даних. Здійснено промислове впровадження сформульованих рекомендацій для розробки технології відпалу термомопар i лазерних трубок.

## Наукова робота
Розроблено нову термодинамічну теорію поверхневої енергії твердих тіл, яка враховує і електричну, і механічну складові цієї енергії, що характеризує пружну область деформування, а також область поблизу границь текучості та міцності з урахуванням точкових дефектів і розмірних ефектів. Розроблено новий критерій міцності, в основі якого зміни поверхневих натягу та енергії з урахуванням перерозподілів електричних зарядів у поверхневих шарах електропровідних тіл і зв'язаних електричних зарядів у діелектричних. На основі нової теорії і нових критеріїв міцності розроблено методику розрахунку фізичних характеристик матеріалів і параметрів стану для поверхневих шарів електропровідних і діелектричних твердих тіл. Моделювання корозійних процесів у системі «метал-електроліт» з урахуванням дифузійного імпедансу.
Підготував 4 доктори філософії, 1 доктор фізико-математичних наук[джерело?].
- Моделювання фізико-хімічних явищ
- Термодинамічна модель Володимира Юзевича опису фізико-механічних процесів у поверхневих шарах твердих тіл
- Математичне моделювання якості
- Теорія планування експерименту

Напрямки наукової роботи:
- Інформаційні технології протикорозійного захисту
- Механіка та фізика твердого тіла
- Механіка та фізика нанооб'єктів
- Нанотехнології
- Фізика і механіка поверхневих явищ у контактуючих тілах
- Математичне моделювання фізичних процесів у системах

Кількість опублікованих праць:
- Наукових — 380
- Методичних — 15
- Патентів — 3. Монографії 5.

Організаційна робота:
- професор

## Вибрані публікації
- Юзевич Володимир Миколайович. Енергетичні характеристики поверхневих шарів і фізико механічні властивості твердих тіл: Дис… д-ра фіз.-мат. наук: 01.04.07. / НАН України. — Л., 1999. — 360л. — Бібліогр.: л.321-345.
- П. М. Сопрунюк, В. М. Юзевич.Діагностика матеріалів і середовищ. Енергетичні характеристики поверхневих шарів. — Львів: ФМІ ім. Г. В. Карпенка НАН України, вид-во «СПОДОМ». — 2005. — 292 с. з іл. (18,25 ум. друк. арк.).
- Юзевич В. М. Релаксація поверхневої енергії в процесі автосегрегації на поверхні металу // Науковий вісник ЧДУ. Вип. 50: Фізика. — Чернівці: ЧДУ, 1999.
- Юзевич В. Н. Термодинамічний опис механо-електротермодифузійних процесів у деформівних діелектриках і співвідношення Антонова // Термодинаміка незворотніх процесів / Під. ред. А. И. Лопушанської. — М.: Наука, 1992. — С.163-168.
- Юзевич В. М., Погребенник В. Д., Михалина І. А. Моделювання фізико-хімічних явищ на границі водний розчин-іоноселективний електрод // Труды 4-ой Межд. науч.-техн. конф. «Проблемы охраны труда и техногенно-экологической безопасности». — Севастополь, 1996. — С. 95.
- Погребенник В. Д., Юзевич В. М., Михалина І. А., Івасів І. Б., Червінка О. О., Червінка Л. Є. Портативний мікропроцесорний монітор // Наукові праці конф. «Комп'ютерні технології друкарства: алгоритми, сигнали, системи» (Друкотехн-96) — Львів,1996. — С. 151—152.
- Погребенник В. Д., Юзевич В. М. Моделювання процесів калібрування в автоматизованих екологічних вимірювальних системах // Управление в системах мониторинга окружающей среды: Сборник трудов секции 14 3-ей Укр. конф. по автом. управлінню «Автоматика-96». — Севастополь, 1996. — С. 83-84.
- Погребенник В. Д., Юзевич В. М., Михалина І. А., Івасів І. Б., Червінка О. О., Червінка Л. Є. Розробка принципів побудови та структури портативного мікропроцесорного гідромонітора // Тез. докл. сем. «Застосування експресних методів при виконанні екологічних досліджень». — К.,1996. — С. 11-13.
- Погребенник В., Юзевич В., Михалина І. Вплив основних термодинамічних параметрів на результат вимірювання солоності // Оброблення сигналів і зображень та розпізнавання образів: Праці: Третя Всеукраїнська між. конф. — К., 1996. — С. 280—282.
- Юзевич В. Н. Моделювання процесу адсорбції в приповерхневому шарі металу // Поверхня. Рентгенівські, синхротронні та нейтронні дослідження. — 1998. — № 3. — С.32-3
- Сопрунюк П. М., Юзевич В. М., Огірко О. І., Луговий П. В. Автоматизація математичних обчислень для оцінки параметрів поверхневих шарів // Відбір і обробка інформації. 2000.-Вип.14(90) с.151-156.
- Юзевич В. М. Контактні умови в електропровідних системах з фізичними поверхнями розділу // Доп. АН УРСР. Сер. А. — 1984. — № 8. — С. 60–63.
- Юзевич В. М. Вплив поверхневої енергії на масштабний ефект пружно- пластично деформівного твердого тіла//Доп. АН УРСР. Сер. А. — 1988. — № 2. — С. 38–41.
- Юзевич В. Н. Термодинамічний опис поверхневих механоелектротермодифузійних процесів і співвідношення Антонова // Поверхня. Фізика, хімія, механіка. — 1988. — № 9. — С. 135—139.
- Юзевич В. Н. Моделювання процесу адсорбції в приповерхневому сшарі металлу//Поверхня. Рентгенівські, синхротронні та нейтронні дослідження. — 1998. — № 3. — С. 32–37.
- Юзевич В. Н. Механоэлектротермодиффузионные процессы в контакти-рующих телах с точечными дефектами // Прикладная математика и меха-ника. — 1988. — № 5. — С. 873—877.
- Юзевич В. Н. Оценка влияния масштабного фактора на разрушение стержней // Пробл. прочности. — 1991. — № 1. — С. 77–79.
- Юзевич В. Н. Термодинамическое описание механоэлектротермодиф-фузионных процессов в деформируемых диэлектриках с точечными дефектами и соотношение Антонова // Термодинамика необратимых процессов/Под. ред. А. И. Лопушанской. — М.: Наука, 1992. — С. 163—168.
- Юзевич В. М. Зміна поверхневих характеристик опроміненого кварцу // Науковий вісник ЧДУ. Фізика. — Чернівці: ЧДУ, 1999. — Вип. 50. — С. 104—105.
- Сопрунюк П. М., Юзевич В. Н. Приповерхностные явления в пленке электростатического зонда // Поверхность. Физика, химия, механика. — 1995. — № 5. — С. 14–17.
- Сопрунюк П. М., Юзевич В. М. Критерій міцності та енергетичні характеристики плівки на поверхні електричного зонда // Фіз.–хім. мех. матеріалів. — 1997. — № 2. — С. 18—22.
- Сопрунюк П. М., Юзевич В. М. Енергетичні характеристики свіжоутвореної й наводненої поверхні металу в корозійному середовищі // Фіз.–хім. мех. матеріалів. — 1998. — № 2. — С. 34—38.
- Юзевич В. Н. Расчет напряженно–деформированного состояния цилиндри-ческой трубы при низких температурах // Прочность материалов и кон-струкций при низких температурах. — К.: Наук. думка, 1990. — С. 253—257.
- Юзевич В. Н. Влияние излучения на закономерности масштабного эффекта прочности разрушаемых стержней // Физ.–хим. мех. материалов. — 1990. — № 3. — С. 17—19.
- Юзевич В. М. Вплив розмірів на пружнопластичну рівновагу сферичної посудини, кільця та циліндричної труби // Фіз.–хім. мех. матеріалів. — 1993. — № 2. — С. 128—130.
- Юзевич В. Н. Балансовые соотношения в деформируемых электропровод-ных средах с физическими поверхностями раздела // Мат. методы и физ.–мех. поля. — К.: Наук. думка, 1983. — № 17. — С. 37–41.
- Юзевич В. Н. Термоупругие процессы в деформируемых твердых телах с точечными дефектами // Мат. методы и физ.–мех. поля. — К.: Наук. думка, 1988. — № 17. — С. 18–21.
- Попович В. В., Юзевич В. Н. Энергия образования поверхности при пластическом деформировании твердых тел в средах // Физ.–хим. мех. материалов. — 1985. — № 5. — С. 77–80.
- Юзевич В. Н., Попович В. В. Масштабный эффект пластического деформирования тонких стержней // Физ.–хим. мех. материалов. — 1989. — № 2. — С. 51–53.
- Юзевич В. Н. Аналитическое исследование кинетики изменения по-верхностного натяжения при адсорбции и диффузионном насыщении в электропроводном твердом шаре // Физ.–хим. мех. материалов. — 1986. — № 6. — С. 30–33.
- Попович В. В., Юзевич В. Н. Работа вдавливания жесткого индентора в упругое полупространство // Физ.–хим. мех. материалов. — 1983. — № 2. — С. 106—108.
- Столярчук П. Г., Юзевич В. Н. Расчет изменений термо–Э. Д. С. воль-фрамрениевых термопар, вызванных испарением вольфрама // Вестник Львовского политехнического института. — Львов: Світ, 1990. — № 248. — С. 127—131.
- Галапац Б. П., Юзевич В. Н. Термодинамическое исследование межфаз-ных явлений в системе металл — расплав // Адгезия расплавов и пайка материалов. Сб.науч.трудов. — К. : Наук. думка, 1985. — № 14. — С. 10–13.
- Юзевич В. М. Релаксація поверхневої енергії в процесі автосегрегації на поверхні металу // Науковий вісник ЧДУ. Фізика. — Чернівці: ЧДУ, 1999. — Вип. 50. — С. 13–14.
- Галапац Б. П., Юзевич В. Н. Обобщенные условия сопряжения меха-ноэлектротермодиффузионных полей в кусочно–однородных электро-проводных средах // Механика неоднородных структур. Сб. науч. трудов. — К.: Наук. думка, 1986. — С. 40–45.
- Столярчук П. Г., Юзевич В. Н. Радиационная погрешность термометра сопротивления при низких температурах // Контрольно–измерительная техника. Сб. науч. трудов. — Львов: Вища школа, 1986. — Вып. 40. — С. 42–44.
- Чехман Я. І., Юзевич В. М. Розрахунок впливу кількісного фактора на де-формаційну характеристику поліуретанового зразка // Поліграфія і видавнича справа. Зб. наук. праць. — Львів: Вища школа, 1987. — № 23. — С. 46–50.
- Чехман Я. І., Юзевич В. М. Роль масштабного фактора при випробуванні поліуретанового зразка різної твердості // Поліграфія і видавнича справа. Зб. наук. праць. — Львів: Вища школа, 1988. — № 24. — С. 47–49.
- Юзевич В. Н. Математическое моделирование приповерхносных явлений быстродвижущейся жидкости в гидродинамической трубе // Гидродинамика больших скоростей. Сб. науч. трудов. — Красноярск: КПИ, 1989. — С. 129—133.
- Сопрунюк П. М., Юзевич В. М. Моделювання фізичних процесів взаємодії електромагнітних хвиль видимого та інфрачервоного діапазону з вугільним пилом // Відбір та обробка інформації. Зб. наук. праць. — К.: Наук. думка, 1996. — Вип. 10 (86). — С. 44–49.
- Юзевич В. М. Моделювання змін поверхневої енергії у зразках металу з тріщинами // Науковий вісник ЧДУ. Фізика. — Чернівці: ЧДУ, 1999. — Вип. 50. — С. 43–44.
- Юзевич В. М. Критерії міцності твердого тіла з урахуванням розмірного ефекту і впливу середовища // Фіз.–хім. мех. матеріалів.–1999.–№ 2.–С.80–85.
- А.с. № 1730794 СССР. Устройство для натяжения декеля на офсетном цилиндре печатной машины / В. Н. Юзевич, Я. И. Чехман, В. Т. Сенкусь, В. Е. Босак, И. Н. Кравчук. — № 4221233; Заявлено 02.04.1987; Зарегистрировано в Гос. реестр. изобретений СССР 3.01. 1992 г.
- Сопрунюк П., Юзевич В., Огірко О. Оцінка поверхневої енергії сталей у сірководневих середовищах // Фіз.-хім. механіка матеріалів. Проблеми корозії та протикорозійного захисту матеріалів. — 2000. — Т.2, Спеціальний випуск № 1. — C. 726—730.
- Юзевич В. Моделювання корозійних процесів у системі «метал-електроліт» з урахуванням дифузійного імпедансу / В. Юзевич, І. Огірко, Р. Джала // Фізико-математичне моделювання та інформаційні технології. — 2011. — Вип. № 13. — C. 173—181.
- Застосування підходів реінжинірингу та ризикології для аналізу проектів щодо оцінювання залишкового ресурсу конструкцій нафтогазових устаткувань / І. Огірко, В. Юзевич, Н. Стащук // Тези IV Міжнародної науково-технічної конференції «Теорія та практика раціонального проектування, виготовлення і експлуатації машинобудівних конструкцій». 30-31 жовтня 2014 р. — Львів, 2014. — C. 43–44.
- Yuzevych, V., Pavlenchyk, N., Zaiats, O., Heorhiadi, N., & Lakiza, V. (2020). Qualimetric Analysis of Pipelines with Corrosion Surfaces in the Monitoring System of Oil and Gas Enterprises. International Journal of Recent Technology and Engineering (IJRTE), 9(1), 1145—1150. http://doi.org/10.5281/zenodo.3841318
- Yuzevych, V., Pavlenchyk, A., Lozovan, V., Mykhalitska, N., & Bets, M. (2020). Diagnostics of Temperature Regime of Technological Environments of Underground Pipelines in the Monitoring System of Oil and Gas Enterprises for Providing of Safe Exploitation. International Journal of Recent Technology and Engineering (IJRTE), 9(1), 1301—1307. http://doi.org/10.5281/zenodo.3841334
- Yuzevych, V., Horbonos, F., Rogalskyi, R., Yemchenko, I., & Yasinskyi, M. (2020). Determination of the Place Depressurization of Underground Pipelines in the Monitoring of Oil and Gas Enterprises. International Journal of Recent Technology and Engineering (IJRTE), 9(1), 2274—2281. http://doi.org/10.5281/zenodo.3841287

## Монографія
- Юзевич В. М. Діагностика матеріалів і середовищ. Енергетичні характеристики поверхневих шарів / В. М. Юзевич, П. М. Сопрунюк. Львів: ФМІ ім. Г. В. Карпенка НАН України, вид-во. СПОЛОМ.2005.292 с.